# Birdman (film)
Birdman (tyt. oryg. Birdman: or (The Unexpected Virtue of Ignorance), pol. Birdman, czyli nieoczekiwane pożytki z niewiedzy) – amerykański komediodramat z 2014 roku w reżyserii Alejandra Gonzáleza Iñárritu.
Światowa premiera filmu miała miejsce 27 sierpnia 2014 roku, podczas 71. Międzynarodowego Festiwalu Filmowego w Wenecji, w ramach którego obraz brał udział w Konkursie Głównym. Polska premiera filmu miała miejsce 15 listopada 2014 roku, w ramach Międzynarodowego Festiwalu Sztuki Autorów Zdjęć Filmowych Camerimage w Bydgoszczy.
Podczas ceremonii 87. rozdania nagród Amerykańskiej Akademii Filmowej, która odbyła się 22 lutego 2015, film zdobył Oscara w kategorii najlepszy film, a także Oscary za najlepszą reżyserię (Alejandro González Iñárritu), najlepszy scenariusz oryginalny i najlepsze zdjęcia.

## Fabuła
Film przedstawia historię aktora, który niegdyś był gwiazdą filmów o superbohaterze (nawiązując do Batmana granego dwa razy przez Michaela Keatona). Obecnie jego sława już przygasła, a bohater walczy sam ze sobą, aby odzyskać rodzinę oraz dawną sławę. W tym celu przygotowuje swój występ w nowej broadwayowskiej sztuce, którą też sam reżyseruje i finansuje.

## Obsada
- Michael Keaton – Riggan Thomson / Birdman
- Edward Norton – Mike Shiner, popularny broadwayowski aktor
- Emma Stone – Sam Thomson, córka Riggana i jego asystentka
- Naomi Watts – Lesley, aktorka i dziewczyna Mike’a
- Zach Galifianakis – Jake, prawnik Riggana i jego przyjaciel
- Andrea Riseborough – Laura, aktorka i dziewczyna Riggana
- Amy Ryan – Sylvia Thomson, była żona Riggana
- Lindsay Duncan – Tabitha Dickinson, wpływowa krytyk teatralna
- Merritt Wever – Annie, kierownik teatru
- Jeremy Shamos – Ralph, dubler Mike’a

## Nagrody i nominacje
87. ceremonia wręczenia Oscarów
- nagroda: najlepszy film roku – Alejandro González Iñárritu, John Lesher i James W. Skotchdopole
- nagroda: najlepsza reżyseria – Alejandro González Iñárritu
- nagroda: najlepszy scenariusz oryginalny – Alejandro González Iñárritu, Nicolás Giacobone, Alexander Dinelaris i Armando Bó
- nagroda: najlepsze zdjęcia – Emmanuel Lubezki
- nominacja: najlepszy aktor pierwszoplanowy – Michael Keaton
- nominacja: najlepszy aktor drugoplanowy – Edward Norton
- nominacja: najlepsza aktorka drugoplanowa – Emma Stone
- nominacja: najlepszy dźwięk – Thomas Varga, Frank A. Montaño i Jon Taylor
- nominacja: najlepszy montaż dźwięku – Aaron Glascock i Martín Hernández

72. ceremonia wręczenia Złotych Globów
- nagroda: najlepszy aktor w filmie komediowym lub musicalu – Michael Keaton
- nagroda: najlepszy scenariusz – Alejandro González Iñárritu, Nicolás Giacobone, Alexander Dinelaris i Armando Bó
- nominacja: najlepszy film komediowy lub musical
- nominacja: najlepsza reżyseria – Alejandro González Iñárritu
- nominacja: najlepszy aktor drugoplanowy – Edward Norton
- nominacja: najlepsza aktorka drugoplanowa – Emma Stone
- nominacja: najlepsza muzyka – Antonio Sanchez

68. ceremonia wręczenia nagród Brytyjskiej Akademii Filmowej
- nagroda: najlepsze zdjęcia – Emmanuel Lubezki
- nominacja: najlepszy film
- nominacja: najlepsza reżyseria – Alejandro González Iñárritu
- nominacja: najlepszy aktor pierwszoplanowy – Michael Keaton
- nominacja: najlepszy aktor drugoplanowy – Edward Norton
- nominacja: najlepsza aktorka drugoplanowa – Emma Stone
- nominacja: najlepszy scenariusz oryginalny – Alejandro González Iñárritu, Nicolás Giacobone, Alexander Dinelaris i Armando Bó
- nominacja: najlepsza muzyka – Antonio Sanchez
- nominacja: najlepszy montaż – Douglas Crise i Stephen Mirrione
- nominacja: najlepszy dźwięk – Thomas Varga, Martín Hernández, Aaron Glascock, Jon Taylor i Frank A. Montaño

21. ceremonia wręczenia nagród Gildii Aktorów Ekranowych
- nagroda: wybitny występ zespołu aktorskiego w filmie kinowym
- nominacja: wybitny występ aktora w roli pierwszoplanowej – Michael Keaton
- nominacja: wybitny występ aktora w roli drugoplanowej – Edward Norton
- nominacja: wybitny występ aktorki w roli drugoplanowej – Emma Stone

22. Międzynarodowy Festiwal Sztuki Autorów Zdjęć Filmowych Camerimage
- nominacja: Złota Żaba – Emmanuel Lubezki

30. ceremonia wręczenia Independent Spirit Awards
- nominacja: najlepszy film niezależny – Alejandro González Iñárritu, John Lesher, Arnon Milchan i James W. Skotchdopole
- nominacja: najlepszy reżyser – Alejandro González Iñárritu
- nominacja: najlepsza główna rola męska – Michael Keaton
- nominacja: najlepsza drugoplanowa rola żeńska – Emma Stone
- nominacja: najlepsza drugoplanowa rola męska – Edward Norton
- nominacja: najlepsze zdjęcia – Emmanuel Lubezki

19. ceremonia wręczenia Satelitów
- nominacja: najlepszy film roku
- nominacja: najlepszy aktor filmowy – Michael Keaton
- nominacja: najlepszy aktor drugoplanowy – Edward Norton
- nominacja: najlepsza aktorka drugoplanowa – Emma Stone
- nominacja: najlepsza reżyseria – Alejandro González Iñárritu
- nominacja: najlepszy scenariusz oryginalny – Alejandro González Iñárritu, Nicolás Giacobone, Alexander Dinelaris i Armando Bó
- nominacja: najlepsza muzyka – Antonio Sanchez
- nominacja: najlepsze zdjęcia – Emmanuel Lubezki
- nominacja: najlepsza scenografia i dekoracja wnętrz – George DeTitta Jr., Kevin Thompson i Stephen H. Carter
- nominacja: najlepszy montaż – Douglas Crise i Stephen Mirrione

71. Międzynarodowy Festiwal Filmowy w Wenecji
- nagroda: Future Film Festival Digital Award – Alejandro González Iñárritu
- nagroda: Leoncino d’Oro Agiscuola Award – Alejandro González Iñárritu
- nagroda: Nazareno Taddei Awards – Alejandro González Iñárritu
- nagroda: Soundtrack Stars Award – Alejandro González Iñárritu
- nominacja: Złoty Lew – Alejandro González Iñárritu